# مرغابی‌های نوک‌تاج
مرغابی‌های نوک‌تاج (نام علمی: Sarkidiornis) یک سرده از خانواده مرغابیان است. مرغابی‌های نوک‌تاج یک نژاد تک‌نماد هستند و تنها عضو آن مرغابی نوک‌تاج‌دار است که یک گونه جهان‌میهنی درنظر گرفته می‌شود. اکثر مقامات رده‌بندی پرندگان یعنی دانشمندان این سرده را به دو بخش تقسیم کردند.
| تصویر | نام علمی               | نام رایج         | پراکندگی                                                                                    |
| ----- | ---------------------- | ---------------- | ------------------------------------------------------------------------------------------- |
|       | Sarkidiornis melanotos | مرغابی نوک‌برآمده | کشورهای جنوب صحرای آفریقا، ماداگاسکار و جنوب آسیا از پاکستان تا لائوس و منتهی الیه جنوب چین |
|       | Sarkidiornis sylvicola | مرغابی نوک‌تاج    | شرق پاراگوئه، جنوب شرقی برزیل و منتهی الیه شمال شرقی آرژانتین                               |